# Коронавірусна хвороба 2019 в Акротирі і Декелія
Епідемія коронавірусної хвороби 2019 в Акротирі і Декелія — це поширення пандемії коронавірусної хвороби 2019 на територію Акротирі і Декелія. Перший випадок хвороби на цій британській заморській території, яка є одночасно британською військовою базою, зареєстровано 15 березня 2020 року.

## Хронологія
13 березня Кіпр запровадив 14-денну самоізоляцію для всіх осіб, які прибувають з Великої Британії. Цей захід включав також осіб зі Сполученого Королівства, які рямували до військових баз Акротірі та Декелія. Кілька осіб самоізолювались на базах та пройшли тестування на коронавірус. Усі спортивні заходи, відвідування та інші заходи не першої необхідності на території баз були скасовані з метою зменшити кількість відвідувачів території баз з-за їх меж.
15 березня були підтверджені перші два випадки в Акротирі та Декелія, обидва військовослужбовці збройних сил Великої Британії, які постійно базувались в Акротирі. Вони прибули в аеропорт Пафосу 13 березня. Вони обидва пішли на самоізоляцію, та після появи незначних симптомів хвороби пройшли тестування на коронавірус, яке виявилось позитивним. Відразу після цього медична служба британських збройних сил розпочала відстеження контактів хворих військовослужбовців.
18 березня 2020 року підтверджений третій випадок хвороби на території Акротирі і Декелія. Того ж дня повідомлено, що всі 6 шкіл в Акротірі та Декелія будуть закриті до 20 квітня.